# Matteo Wade
Matteo Wade, nome italianizzato di Matthew Wade (Irlanda, 1747 – 1829), è stato un militare irlandese al servizio del Regno di Napoli, che nel 1806 si distinse nella difesa della fortezza di Civitella del Tronto assediata dai francesi.

## Biografia

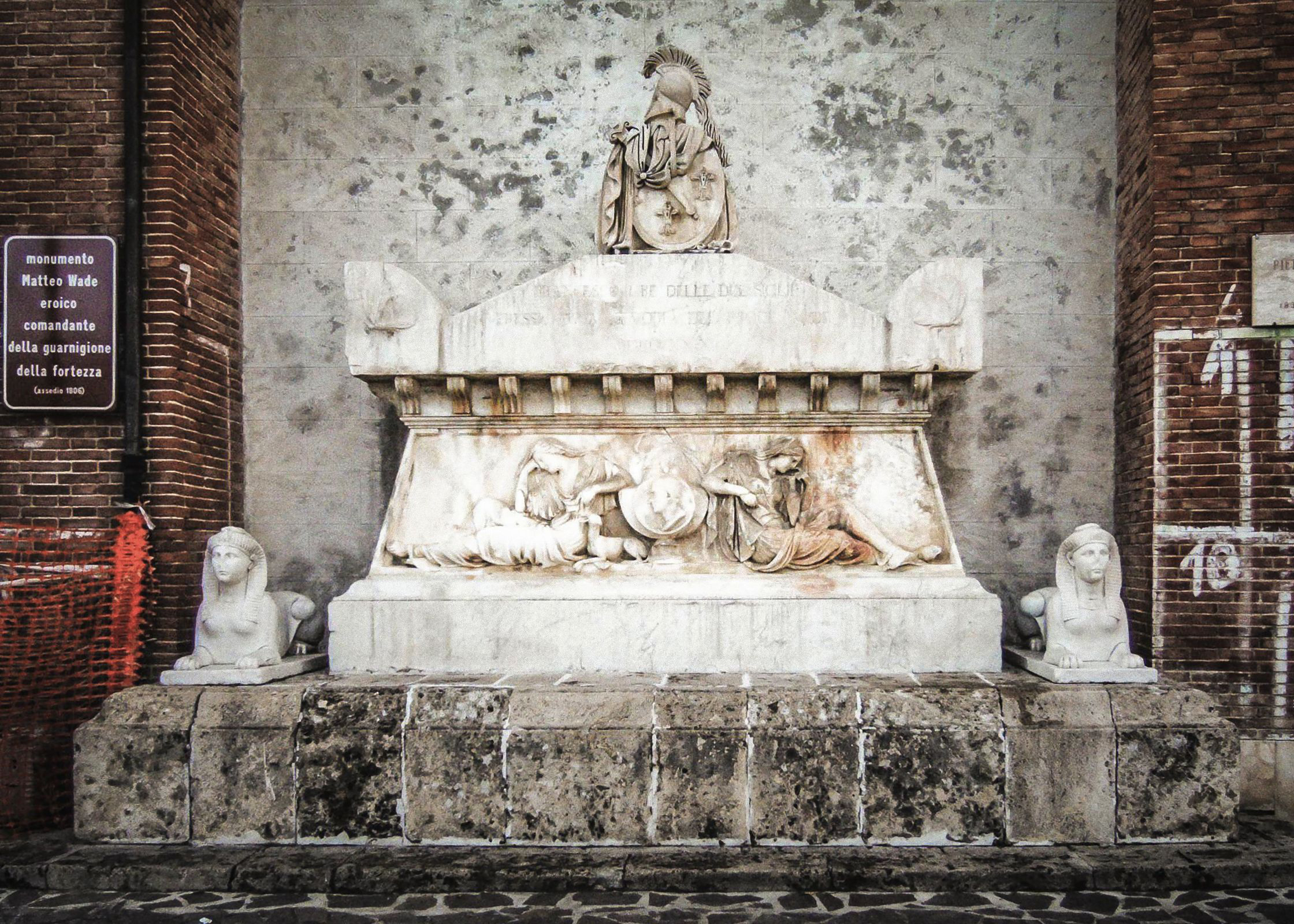
Monumento funebre a Matteo Wade ad opera di Tito Angelini.

Wade e i suoi 300 uomini furono militari al servizio del regno borbonico di Napoli e divennero noti alla storia per aver resistito dal 27 marzo al 21 maggio del 1806 nella difesa di Civitella del Tronto, atto dopo il quale dovettero capitolare davanti alle truppe francesi guidate da Gioacchino Murat, dal quale furono tutti presi prigionieri.
 
Il condottiero venne ricordato con un monumento funebre di Angelini fatto costruire a Napoli nel 1829 da Francesco I di Borbone e posto tre anni dopo all'interno del forte nella prima piazza. Trafugato dai piemontesi come bottino di guerra in occasione dell'assedio di Civitella per l'Unità d'Italia venne portato in direzione di Torino, ove non giungerà mai. Ad Ancona, accertato che non era opera del Canova, venne lasciato prima di riprendere la strada di casa nel 1876. Oggi è posto in Largo Rosati, a Civitella del Tronto.